# Hôtel Lefebure de la Malmaison
El hôtel Lefebure de la Malmaison es un hôtel particulier ubicado en el número 20 de quai de Béthune, colindando con el Hôtel de Comans d'Astry, en la Île Saint-Louis en el 4 distrito de París, Francia.

## Historia

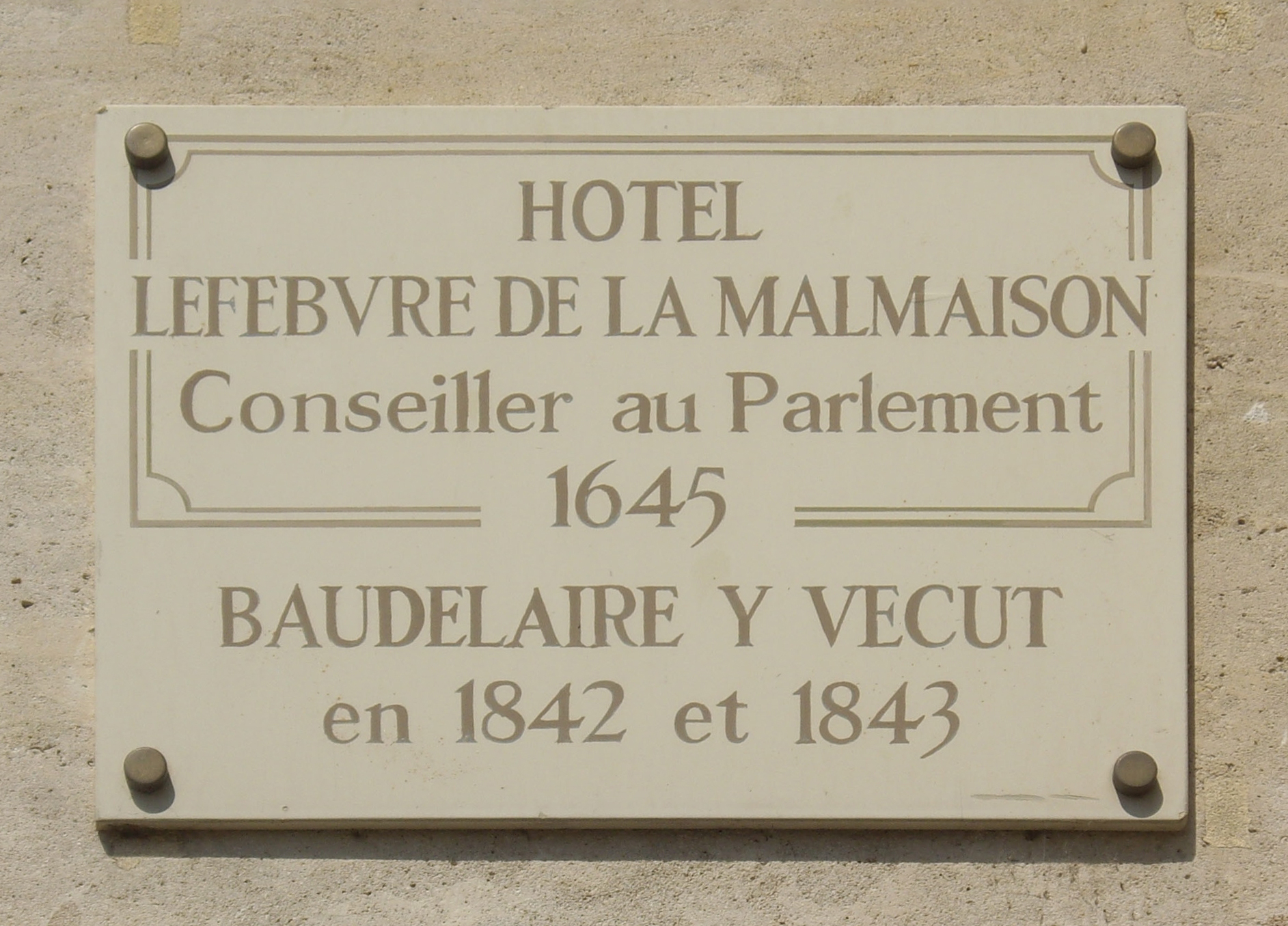
Placa que recuerda el paso de Baudelaire.

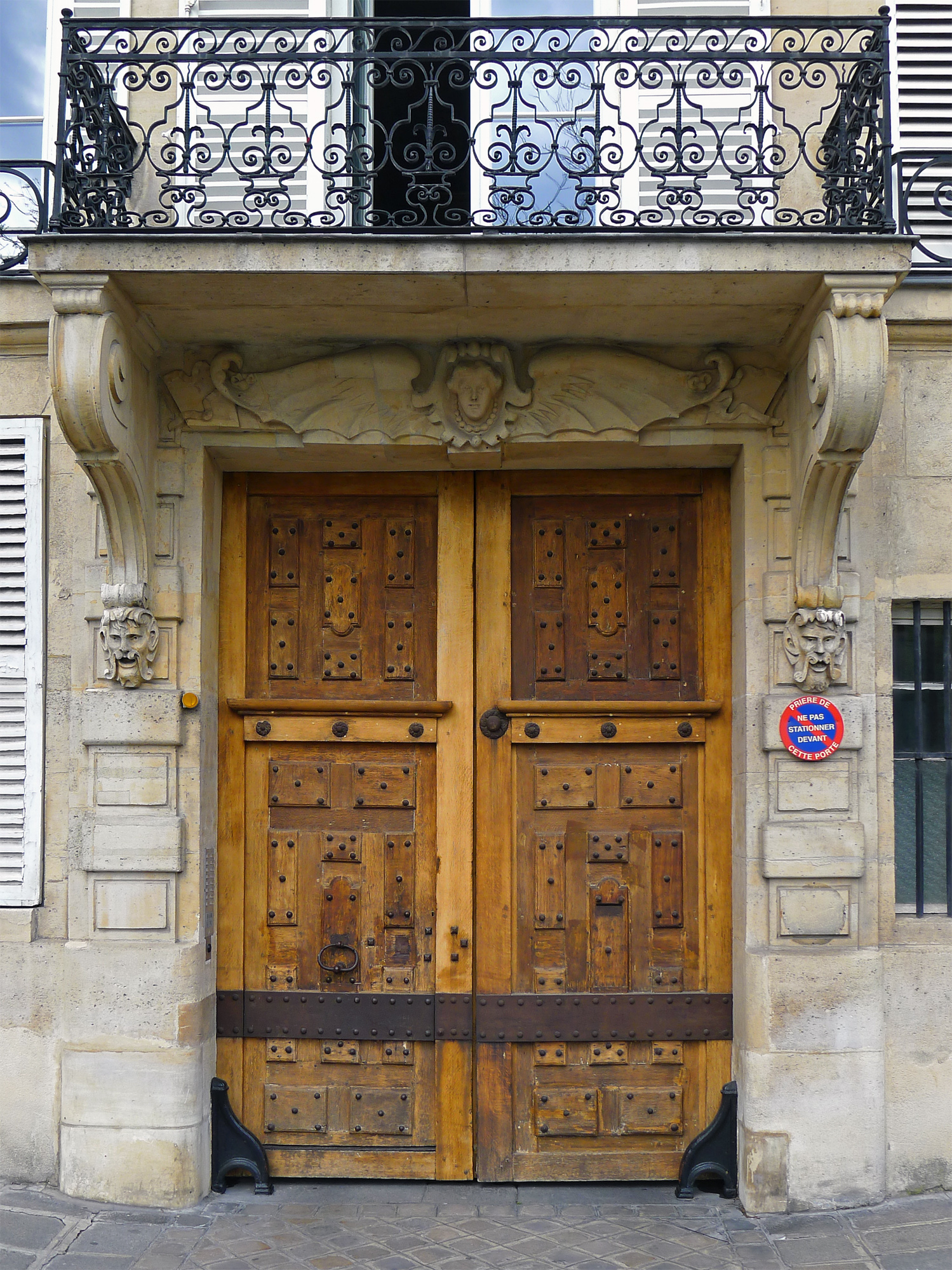
Puerta principal.

Fue construido en el siglo XVII por el arquitecto francés Louis Le Vau; las decoraciones son obra de los pintores Jean Bérain padre, Charles Le Brun, Eustache Lesueur y Pierre Mignard.
La puerta de entrada fue catalogada como monumento histórico en 1926, la escalera y la antecámara en 1949 y las decoraciones interiores de algunas habitaciones en 1959.
En la actualidad es un condominio.